# Schoenocephalium
Schoenocephalium é um género botânico pertencente à família Rapateaceae.